# Christian Brader
Christian Brader (* 6. Mai 1980 in Memmingen) ist ein ehemaliger deutscher Triathlet.

## Werdegang

### Sportliche Anfänge
Christian Brader startete 1994 bei seinem ersten Volkstriathlon.
Sein Debüt auf der Triathlon-Langdistanz (3,86 km Schwimmen, 180,2 km Radfahren und 42,195 km Laufen) gab er im Jahr 2006 beim Ironman Frankfurt. Mit dem 18. Rang in der Altersklasse der 25-bis 29-jährigen qualifizierte er sich für einen Startplatz beim Ironman Hawaii, wo er mit dem 38. Gesamtrang Zweiter in der Altersgruppe.

### Triathlon-Profi seit 2008
Als erster Athlet des TV Memmingen löste er im Jahr 2008 eine Triathlon-Profi Lizenz. Im selben Jahr kam er in die Deutsche Langstrecken-Nationalmannschaft (DTU) und startet von 2008 bis 2014 als Profi-Triathlet für das Team Erdinger Alkoholfrei.
Im Jahr 2009 wurde er zum Sportler des Jahres der Stadt Memmingen gewählt. Im August 2010 konnte sich Christian Brader mit dem zweiten Platz beim Ironman Canada für einen Startplatz beim Ironman Hawaii (Ironman World Championship) qualifizieren, wo er den 16. Rang belegte.
2014 konnte sich Brader unter anderem mit seinem vierten Rang beim Ironman Mont-Tremblant (North American Championship) zum bereits siebten Mal für einen Startplatz beim Ironman Hawaii im Oktober qualifizieren, wo er den 30. Rang belegte. In den Jahren 2015 und 2016 startet Brader für das italienische PPR-Team (ehemals bekannt als „Peperoncino Triathlon Team“).
Seit 2017 startete er wieder für seinen Heimatverein TV Memmingen. Im August 2017 wurde er Dritter in Regensburg bei der Deutschen Meisterschaft auf der Triathlon-Langdistanz. 2018 brach Christian Brader aus gesundheitlichen Gründen die Saison vorzeitig ab, 2019 gelang ihm mit einem sechsten Platz beim Ironman Mont-Tremblant in Kanada ein Comeback.
Auf Grund der Covid-19 Situation legte er in der Saison 2020 eine Wettkampfpause ein. 2021 startete Christian Brader beim neuerdings nach Thun verlegten Ironman Switzerland als in der Zwischenzeit vollzeitarbeitender Ingenieur im Profifeld.
2022 beendete Brader seine 15-jährige Profilaufbahn bei der Challenge in Roth bei Nürnberg über die Langdistanz.
Brader wurde in den ersten Jahren von seinem Bruder Gerhard, ebenfalls Triathlet und vierfacher Ironman-Hawaii-Finisher, trainiert. Von 1999 bis 2010 wurde er von Ulrich Hamberger aus Kaufering betreut. Von 2011 bis 2014 war Wolfram Bott (ehemaliger Nachwuchstrainer DTU und Cheftrainer der Nationalmannschaft Luxemburgs) sein Head-Coach. 2015 bis 2022 wurde Christan Brader von seiner damaligen Lebensgefährtin Petra Janechkova aus der Schweiz (selbst Triathletin) trainiert.
Christian Brader hat den Einstieg in sein Berufsleben seit 2015 neben der Profikarriere Schritt für Schritt gemeistert. Aktuell ist er als Projektleiter und Leiter des Fachbereichs Nachhaltigkeit bei einem Ingenieurbüro für Bauphysik und Akustik in Rorschacherberg (SG) in der Schweiz tätig.
Christian Brader lebt in Steinach am Bodensee. Dem Sport bleibt er auch nach seiner Profilaufbahn erhalten. Zusammen mit seiner ehemaligen Lebenspartnerin Petra Janeckova coacht er Athletinnen und Athleten vom Hobbysportler bis hin zum Profi.

## Sportliche Erfolge
| Datum/Jahr    | Platz | Wettbewerb              | Austragungsort | Zeit       | Bemerkung                                                                                         |
| ------------- | ----- | ----------------------- | -------------- | ---------- | ------------------------------------------------------------------------------------------------- |
| 8. Sep. 2019  | 2     | Triathlon di Locarno    | Locarno        | 04:04:89   | 2. Platz auf der Mitteldistanz mit Tagesbestzeit im Halbmarathon                                  |
| 30. Juni 2018 | 2     | Unterallgäu-Triathlon   | Ottobeuren     | 01:59:18,2 | Olympische Distanz; Zweiter hinter Niclas Baldauf                                                 |
| 17. Juni 2018 | 1     | Triathlon Lauingen      | Lauingen       | 01:53      | Sieger auf der olympischen Distanz                                                                |
| 5. Sep. 2016  | 3     | Triathlon di Locarno    | Locarno        | 04:01:01   |                                                                                                   |
| 6. Sep. 2015  | 1     | Triathlon di Locarno    | Locarno        |            | Sieger auf der Mitteldistanz                                                                      |
| 16. Aug. 2015 | DNF   | Allgäu Triathlon        | Immenstadt     | –          | Rennabbruch auf der Radstrecke wegen Unterkühlung                                                 |
| 21. Juni 2015 | 1     | Triathlon Lauingen      | Lauingen       | 03:45:49   | [ 2 ]                                                                                             |
| 24. Aug. 2014 | 11    | Allgäu Triathlon        | Immenstadt     | 04:45:19   | bei der Allgäu-Classic – hinter dem Sieger Maurice Clavel                                         |
| 2. Sep. 2012  | 6     | Triathlon di Locarno    | Locarno        | 03:59:17,1 | Auf der Mitteldistanz qualifizierte sich Brader für einen Startplatz beim Ironman Hawaii 2012.    |
| 17. Juni 2012 | 4     | Erdinger Stadttriathlon | Erding         | 02:06:47   | bei der 19. Austragung                                                                            |
| 10. Juni 2012 | 2     | TriStar 111 Germany     | Worms          |            | Zweiter bei der 3. Austragung (1 km Schwimmen, 100 km Radfahren und 10 km Laufen)                 |
| 21. Aug. 2011 | 1     | Rhyathlon               | Balgach        | 01:03:24   | Rheintal-Triathlon                                                                                |
| 13. Juni 2010 | 2     | Triathlon Ingolstadt    | Ingolstadt     | 02:02:03   | Zweiter auf der olympischen Distanz – hinter Faris Al-Sultan                                      |
| 6. Juni 2010  | 2     | TriStar 111 Germany     | Worms          | 03:16:46   | Zweiter hinter dem Australier Chris McCormack (1 km Schwimmen, 100 km Radfahren und 10 km Laufen) |
| Juni 2009     | 1     | Unterallgäu Triathlon   | Ottobeuren     | 02:05:36   | Sieger auf der olympischen Distanz – neben Susanne Zettl bei den Frauen                           |
| 14. Juni 2009 | 26    | Challenge Kraichgau     | Kraichgau      | 04:27:23   | auf der Mitteldistanz                                                                             |
| 30. Aug. 2008 | 4     | Tri-Motion Austria      | Saalfelden     | 04:00:17   | auf der Halbdistanz hinter dem österreichischen Sieger Michael Weiss                              |

| Datum/Jahr    | Platz | Wettbewerb                                       | Austragungsort    | Zeit       | Bemerkung                                                                                           |
| ------------- | ----- | ------------------------------------------------ | ----------------- | ---------- | --------------------------------------------------------------------------------------------------- |
| 18. Aug. 2019 | 6     | Ironman Mont-Tremblant                           | Québec            | 08:49:59   | nach einem Jahr Pause auf der Langdistanz                                                           |
| 19. Nov. 2017 | 9     | Ironman Arizona                                  | Tempe             | 08:44:09   | |
| 13. Aug. 2017 | 3     | DTU Deutsche Meisterschaft Triathlon Langdistanz | Regensburg        | 08:16:02   | Deutsche Meisterschaft auf der Triathlon-Langdistanz im Rahmen der Challenge Regensburg             |
| 2. Okt. 2016  | 14    | Ironman Barcelona                                | Calella           | 08:29:41   | neue persönliche Rad-Bestzeit mit 4:21:58 h über die 180 km                                         |
| 28. Aug. 2016 | 5     | Ironman Vichy                                    | Vichy             | 08:22:43   | mit 2:45:37 Marathon-Strecken-Rekord, Tagesbestzeit und neue persönliche Marathon-Bestzeit          |
| 24. Juli 2016 | 7     | Ironman Switzerland                              | Zürich            | 08:49:07   | |
| 14. Nov. 2015 | 7     | Ironman Malaysia                                 | Langkawi          | 09:08:52   | |
| 26. Sep. 2015 | 7     | Ironman Mallorca                                 | Alcúdia           | 08:44:08   | |
| 30. Aug. 2015 | 3     | Ironman Vichy                                    | Vichy             | 08:31:12   | bei der Erstaustragung, schnellster Marathon des Tages                                              |
| 12. Juli 2015 | 7     | DTU Deutsche Meisterschaft Triathlon Langdistanz | Roth              | 08:31:30   | als Zehnter beim Challenge Roth                                                                     |
| 11. Okt. 2014 | 30    | Ironman Hawaii                                   | Hawaii            | 08:57:56   | [ 9 ]                                                                                               |
| 17. Aug. 2014 | 4     | Ironman Mont-Tremblant                           | Québec            | 08:43:28   | schnellster Marathon des Tages                                                                      |
| 29. Juni 2014 | 5     | Ironman France                                   | Nizza             | 08:49:03   | zweitschnellster Marathon des Tages mit 2:46 und neue persönliche Marathon-Bestzeit                 |
| 17. Mai 2014  | 6     | Ironman Lanzarote                                | Puerto del Carmen | 09:10:57   | |
| 17. Nov. 2013 | 8     | Ironman Arizona                                  | Tempe             | 08:18:44   | mit persönlicher Bestzeit auf der Ironman-Distanz                                                   |
| 30. Juni 2013 | 13    | Ironman Austria                                  | Klagenfurt        | 08:35:41   | |
| 18. Mai 2013  | 19    | Ironman Texas                                    | The Woodlands     | 09:13:21   | |
| 13. Okt. 2012 | 142   | Ironman Hawaii                                   | Hawaii            | 09:35:22   | 36. Rang bei den Profis                                                                             |
| 26. Aug. 2012 | 3     | Ironman Canada                                   | Penticton         | 08:58:59   | qualifiziert für die Weltmeisterschaft                                                              |
| 11. Aug. 2012 | 11    | Ironman New York                                 | New York City     | 08:42:08   | |
| 15. Juli 2012 | 12    | Ironman Switzerland                              | Zürich            | 09:04:00   | trotz Sturz auf der Radstrecke                                                                      |
| 19. Mai 2012  | 8     | Ironman Texas                                    | The Woodlands     | 08:39:07   | |
| 7. Aug. 2011  | 15    | Ironman Regensburg                               | Regensburg        | 09:06:09   | |
| 7. Mai 2011   | 8     | Ironman St. George                               | St. George        | 09:08:19   | |
| 9. Okt. 2010  | 16    | Ironman Hawaii                                   | Hawaii            | 08:33:43   | |
| 29. Aug. 2010 | 2     | Ironman Canada                                   | Penticton         | 08:32:41   | Brader konnte sich mit seinem zweiten Platz für einen Startplatz beim Ironman Hawaii qualifizieren. |
| 1. Aug. 2010  | 4     | Ironman Regensburg                               | Regensburg        | 08:25:30   | [ 11 ]                                                                                              |
| 1. Mai 2010   | 8     | Ironman St. George                               | St. George        | 09:14:41   | |
| 10. Okt. 2009 | 26    | Ironman Hawaii                                   | Hawaii            | 08:57:39   | |
| 26. Juli 2009 | 2     | Ironman USA                                      | Lake Placid       | 08:56:35   | hinter seinem Landsmann Maik Twelsiek                                                               |
| 11. Okt. 2008 | 20    | Ironman Hawaii                                   | Hawaii            | 08:50:08   | erster Start als Profi auf Hawaii                                                                   |
| 20. Juli 2008 | 4     | Ironman USA                                      | Lake Placid       | 08:58:10   | |
| 8. Juni 2008  | 1     | Kraichgau Triathlon Festival                     | Kraichgau         | 05:06:40   | Sieger auf der Langdistanz                                                                          |
| 13. Okt. 2007 | 38    | Ironman Hawaii                                   | Hawaii            | 09:06:16   | |
| 1. Juli 2007  | 13    | Ironman Germany                                  | Frankfurt am Main | 08:51.09,8 | Zweiter in der Altersklasse 25–29                                                                   |
| 21. Okt. 2006 | 38    | Ironman Hawaii                                   | Hawaii            | 08:56:01   | Zweiter in der Altersklasse 25–29                                                                   |
| 23. Juli 2006 | 18    | Ironman Germany                                  | Frankfurt am Main | 09:03:14,5 | erster Ironman-Start                                                                                |
| 4. Sep. 2005  | 8     | Bodensee Tri Challenge                           | Rorschach         | 09:44:45   | |

| Datum/Jahr    | Platz | Wettbewerb               | Austragungsort | Zeit     | Bemerkung              |
| ------------- | ----- | ------------------------ | -------------- | -------- | ---------------------- |
| 23. Aug. 2009 | 1     | Allgäu-Panorama-Marathon | Sonthofen      | 01:17:16 | Sieger im Halbmarathon |

(DNF – Did Not Finish)